# Święciechów
Święciechów (pronunciación en polaco: /ɕfjɛɲˈt͡ɕɛxuf/: en alemán: Silberberg) es un pueblo en el distrito administrativo de Gmina Drawno, dentro del Voivodato de Pomerania Occidental, en el noroeste de Polonia. Se encuentra aproximadamente 5 kilómetros al noroeste de Drawno, 24 kilómetros al del noreste de Choszczno, y 78 kilómetros al este de la capital regional, Szczecin.
Un palacio, un parque y una iglesia histórica de Nuestra Señora de Częstochowa están localizados en el pueblo.